# Ahasjön (Tärna socken, Lappland)
Ahasjön är en sjö i Storumans kommun i Lappland och ingår i Umeälvens huvudavrinningsområde. Sjön har en area på 1,4 kvadratkilometer och ligger 455,1 meter över havet. Sjön avvattnas av vattendraget Tängvattsbäcken. Tätorten Hemavan ligger vid Ahasjön.

## Delavrinningsområde
Ahasjön ingår i det delavrinningsområde (730171-146528) som SMHI kallar för Utloppet av Ahasjön. Medelhöjden är 471 meter över havet och ytan är 4,25 kvadratkilometer. Räknas de 21 avrinningsområdena uppströms in blir den ackumulerade arean 238,14 kvadratkilometer. Tängvattsbäcken som avvattnar avrinningsområdet har biflödesordning 2, vilket innebär att vattnet flödar genom totalt 2 vattendrag innan det når havet efter 395 kilometer. Avrinningsområdet består mestadels av skog (41 procent) och sankmarker (26 procent). Avrinningsområdet har 1,41 kvadratkilometer vattenytor vilket ger det en sjöprocent på 33,1 procent.